# Julie Zels
Julie Zels (Gent, 31 januari 1997) is een Belgisch gymnaste.

## Levensloop
Zels is actief in de discipline ritmische gymnastiek en aangesloten bij Forza Ritmica in Gent. Ze komt uit voor het Belgische nationale team op verschillende internationale toernooien. 
In 2015 werd ze geselecteerd om deel te nemen aan de World University Games (Universiade) in het Zuid-Koreaanse Gwangju, waar ze als jongste deelneemster een 36e plaats wist te behalen. Dat jaar startte ze ook haar studie psychologie aan de Universiteit Gent.
In 2015 en 2016 werd ze Belgisch kampioen.